# 岸本賀昌

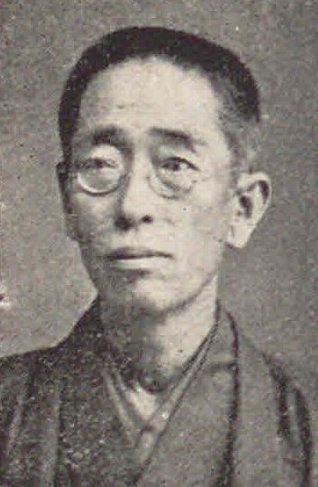
岸本賀昌

岸本 賀昌（きしもと がしょう、1868年8月18日（尚泰21年7月1日） - 1928年（昭和3年）2月28日）は、沖縄県出身の日本の内務官僚、政治家。

## 経歴
那覇生まれ。1882年（明治15年）に第1回県費留学生として上京し、学習院（中退）、慶應義塾（別科三級に入学し、正科を卒業）で学ぶ。留学後、沖縄県属、次いで内務省地方局に移り、石川県参事官、沖縄県参事官、同事務官・第二部長などを歴任。1912年（明治45年）に沖縄県最初の衆議院議員選挙に立憲政友会公認で出馬し、当選。その後、憲政会、立憲同志会、立憲民政党など政局に合わせて党を移り、衆議院議員を4期務めた。沖縄毎日新報社長、沖縄共立銀行頭取などを経て1925年（大正14年）に那覇市長に選任された。公務での上京中に倒れ、口腔癌のため入院先の慶應病院で死去した。